# Okręg wyborczy Cleveland

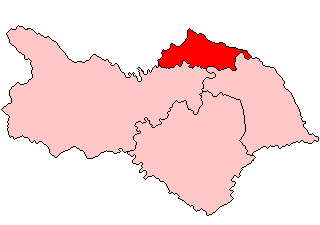
Lokalizacja okręgu (1918–1974)

Okręg wyborczy Cleveland powstał w 1885 r. i wysyłał do brytyjskiej Izby Gmin jednego deputowanego. Okręg położony był w North Riding w hrabstwie Yorkshire. Został zlikwidowany w 1974 r.

## Deputowani do brytyjskiej Izby Gmin z okręgu Cleveland
- 1885–1897: Henry Fell Pease, Partia Liberalna
- 1897–1902: Alfred Pease, Partia Liberalna
- 1902–1918: Herbert Samuel, Partia Liberalna
- 1918–1923: Park Goff, Partia Konserwatywna
- 1923–1924: Charles Walter Starmer, Partia Liberalna
- 1924–1929: Park Goff, Partia Konserwatywna
- 1929–1931: William Mansfield, Partia Pracy
- 1931–1945: Robert Tatton Bower, Partia Konserwatywna
- 1945–1952: Octavius Willey, Partia Pracy
- 1952–1959: Arthur Palmer, Partia Pracy
- 1959–1964: Wilfred Proudfoot, Partia Konserwatywna
- 1964–1974: James Tinn, Partia Pracy